# Jean-Luc Boutté
Jean-Luc Boutté, né le 1er septembre 1947 à Lyon et mort le 25 février 1995 à Colombes, est un comédien et metteur en scène français, sociétaire de la Comédie-Française, formé au Conservatoire national supérieur d'art dramatique.

## Biographie

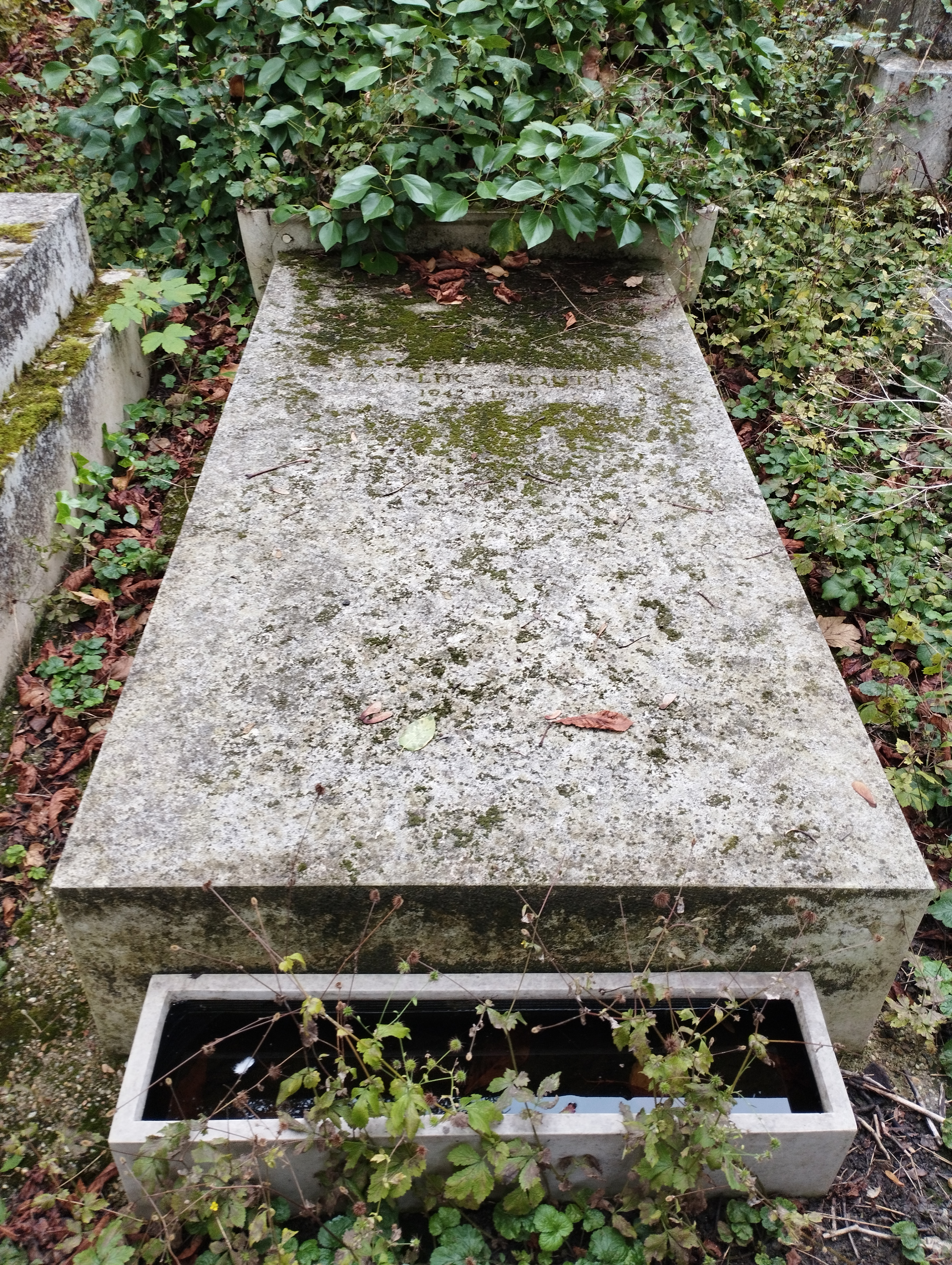
Tombe de Jean-Luc Boutté au cimetière du Père-Lachaise (division 13).

Il meurt de la maladie de Hodgkin, et est inhumé au cimetière du Père-Lachaise (division 13).

## Théâtre

### Comédien

#### Hors Comédie-Française
- 1959 : Henri IV de William Shakespeare, mise en scène Roger Planchon, (figurant)
- 1959 : Falstaff de William Shakespeare, mise en scène Roger Planchon, (figurant)
- 1966 : Les Chaises d'Eugène Ionesco, mise en scène de Marcel Maréchal, Théâtre du Cothurne
- 1969 : Une demande en mariage d'Anton Tchekhov, mise en scène Christian Dente, Théâtre de Colombes
- 1969 : Le Barbier de Séville de Beaumarchais, mise en scène Pierre Valde, Théâtre de Colombes
- 1969 : Le Médecin malgré lui de Molière, mise en scène Pierre Valde, Théâtre de Colombes

#### Comédie-Française
- Entrée à la Comédie-Française en 1971
- 455e Sociétaire en 1975
- 1971 : Becket ou l'Honneur de Dieu de Jean Anouilh, mise en scène de l'auteur et Roland Piétri, Comédie-Française
- 1971 : Amorphe d'Ottenburg de Jean-Claude Grumberg, mise en scène Jean-Paul Roussillon, Comédie-Française au Théâtre national de l'Odéon
- 1972 : Horace de Pierre Corneille, mise en scène Jean-Pierre Miquel, Comédie-Française
- 1972 : La Commère de Marivaux, mise en scène Michel Duchaussoy, Comédie-Française
- 1972 : Le Médecin malgré lui de Molière, mise en scène Jean-Paul Roussillon, Comédie-Française
- 1972 : George Dandin de Molière, mise en scène Jean-Paul Roussillon, Comédie-Française
- 1972 : Le Maître de Santiago d’Henry de Montherlant, mise en scène Michel Etcheverry, Comédie-Française
- 1972 : Richard III de William Shakespeare, mise en scène Terry Hands, Comédie-Française, Festival d'Avignon
- 1972 : Œdipe roi Œdipe à Colone de Sophocle, mise en scène Jean-Paul Roussillon, Festival d'Avignon
- 1972 : Antigone de Bertolt Brecht, mise en scène Jean-Pierre Miquel, Comédie-Française au Théâtre national de l'Odéon
- 1973 : Richard III de William Shakespeare, mise en scène Terry Hands, Comédie-Française
- 1973 : Chez les Titch de Louis Calaferte, mise en scène Jean-Pierre Miquel, Comédie-Française au Petit Odéon
- 1973 : C'est la guerre Monsieur Gruber de Jacques Sternberg, mise en scène Jean-Pierre Miquel, Comédie-Française au Théâtre national de l'Odéon
- 1973 : George Dandin de Molière, mise en scène Jean-Paul Roussillon
- 1974 : Ondine de Jean Giraudoux, mise en scène Raymond Rouleau, Comédie-Française
- 1974 : Andromaque Actes I & II de Racine, mise en scène Jean-Paul Roussillon, Comédie-Française au Petit Odéon
- 1975 : Cinna de Corneille, mise en scène Simon Eine, Comédie-Française au Petit Odéon
- 1975 : Le Misanthrope de Molière, mise en scène Jean-Luc Boutté et Catherine Hiegel, tournée
- 1975 : Horace de Pierre Corneille, mise en scène Jean-Pierre Miquel, Comédie-Française
- 1975 : La Sonate des spectres d’August Strindberg, mise en scène Henri Ronse, Comédie-Française au Théâtre national de l'Odéon
- 1976 : Hommage à Jean Cocteau, conception André Fraigneau, Comédie-Française
- 1976 : La Commère de Marivaux, mise en scène Jean-Paul Roussillon, Comédie-Française
- 1976 : Hommage à Georges Bernanos, conception Michel Dard, Comédie-Française
- 1976 : Lorenzaccio d’Alfred de Musset, mise en scène Franco Zeffirelli, Comédie-Française
- 1977 : Le Malade imaginaire de Molière, mise en scène Jean-Laurent Cochet, Comédie-Française
- 1977 : Partage de midi de Paul Claudel, mise en scène Antoine Vitez, Comédie-Française
- 1978 : Britannicus de Racine, mise en scène Jean-Pierre Miquel, Comédie-Française
- 1978 : Six personnages en quête d'auteur de Luigi Pirandello, mise en scène Antoine Bourseiller, Comédie-Française
- 1979 : Les Trois Sœurs de Anton Tchekhov, mise en scène Jean-Paul Roussillon, Comédie-Française au Théâtre national de l'Odéon
- 1979 : La Tour de Babel de Fernando Arrabal, mise en scène Jorge Lavelli, Comédie-Française au Théâtre national de l'Odéon
- 1980 : Simul et singulis, Soirée littéraire consacrée au Tricentenaire de la Comédie-Française, mise en scène Alain Pralon, Comédie-Française
- 1980 : Simul et singulis, Soirée littéraire consacrée au Tricentenaire de la Comédie-Française, mise en scène Jacques Destoop, Comédie-Française
- 1981 : La locandiera de Carlo Goldoni, mise en scène Jacques Lassalle, Comédie-Française
- 1981 : La Dame de chez Maxim de Georges Feydeau, mise en scène Jean-Paul Roussillon, Comédie-Française
- 1982 : La vie est un songe de Pedro Calderón de la Barca, mise en scène Jorge Lavelli, Comédie-Française
- 1983 : Amphitryon de Molière, mise en scène Philippe Adrien, Comédie-Française
- 1986 : Le Songe d'une nuit d'été de William Shakespeare, mise en scène Jorge Lavelli, Comédie-Française
- 1987 : Polyeucte de Corneille, mise en scène Jorge Lavelli, Comédie-Française
- 1987 : Le Marchand de Venise de William Shakespeare, mise en scène Luca Ronconi, Théâtre national de l'Odéon
- 1988 : Les Exilés de James Joyce, mise en scène Jacques Baillon, Comédie-Française au Théâtre national de l'Odéon
- 1989 : Lorenzaccio d’Alfred de Musset, mise en scène Georges Lavaudant, Comédie-Française
- 1989 : Et les chiens se taisaient d’Aimé Césaire, lecture Festival d'Avignon
- 1989 : La Célestine de Fernando de Rojas, mise en scène Antoine Vitez, Festival d'Avignon, Comédie-Française au Théâtre national de l'Odéon
- 1991 : Père d’August Strindberg, mise en scène Patrice Kerbrat, Comédie-Française
- 1992 : Le Bal masqué de Mikhail Lermontov, mise en scène Anatoli Vassiliev, Comédie-Française Salle Richelieu
- 1994 : La Glycine de Serge Rezvani, mise en scène Jean Lacornerie, Théâtre du Vieux-Colombier

### Metteur en scène
- 1975 : Le Misanthrope de Molière, mise en scène avec Catherine Hiegel, Comédie-Française
- 1976 : L'Arménoche de Reine Bartève, Théâtre Daniel Sorano Vincennes
- 1977 : Les Acteurs de bonne foi de Marivaux, Comédie-Française
- 1979 : Dom Juan de Molière, Comédie-Française
- 1979 : Édith Détresses de Jean-Louis Bauer, Comédie-Française au Petit Odéon
- 1980 : La Double Inconstance de Marivaux, Comédie-Française Festival d'Avignon
- 1981 : La Nuit juste avant les forêts de Bernard-Marie Koltès, Comédie-Française au Petit Odéon
- 1982 : Marie Tudor de Victor Hugo, Comédie-Française
- 1982 : Il tabarro de Giacomo Puccini, Opéra Garnier
- 1982 : Comptine d'Yves-Fabrice Lebeau, Comédie-Française
- 1985 : La Vie parisienne de Jacques Offenbach, Théâtre de Paris
- 1985 : L'Imprésario de Smyrne de Carlo Goldoni, Comédie-Française
- 1986 : Le Bourgeois gentilhomme de Molière, Comédie-Française
- 1988 : Britannicus de Racine, Comédie-Française
- 1988 : Les Chaises d'Eugène Ionesco, Théâtre national de la Colline
- 1990 : Le Barbier de Séville de Beaumarchais, Comédie-Française
- 1991 : Le roi s'amuse de Victor Hugo, Comédie-Française
- 1992 : L'École des femmes de Molière, Théâtre Hébertot
- 1993 : Les Précieuses ridicules de Molière, Comédie-Française
- 1993 : L'Impromptu de Versailles de Molière, Comédie-Française
- 1993 : Adrienne Lecouvreur de Francesco Cilea, Opéra Bastille
- 1994 : La Volupté de l'honneur  de Luigi Pirandello, Théâtre Hébertot
- 1994 : Lucrèce Borgia de Victor Hugo, Comédie-Française
- 1995 : Maître de Thomas Bernhard, Théâtre Hébertot

### Télévision
- 1972 : Les Misérables, de Victor Hugo, réalisation Marcel Bluwal : Enjolras
- 1974 : Ondine de Jean Giraudoux, réalisation Raymond Rouleau, Comédie-Française : le Chevalier
- 1974 : Président Faust de Jean Kerchbron

## Filmographie
- 1975 : Allégorie de Christian Paureilhe
- 1976 : L'Alpagueur de Philippe Labro : 2e fusil qui siffle
- 1988 : La Lectrice de Michel Deville : l’inspecteur de police
- 1992 : La Sentinelle d'Arnaud Desplechin : Varins